# Australie aux Jeux olympiques de la jeunesse d'hiver de 2012
L'Australie a participé aux Jeux olympiques de la jeunesse d'hiver de 2012 à Innsbruck en Autriche du 13 au 22 janvier 2012. La chef de mission de l'équipe était l'ancienne championne olympique Alisa Camplin et cela a été la première fois qu'une femme était chef de mission d'une équipe olympique australienne. L'équipe australienne était composée de 13 athlètes dans 8 sports.

## Liste des médaillés
| Médaille | Nom               | Sport            | Épreuve                    | Date       |
| -------- | ----------------- | ---------------- | -------------------------- | ---------- |
| Bronze   | Sharnita Crompton | Hockey sur glace | Concours féminin d'agilité | 19 janvier |
| Bronze   | Alexandra Fitch   | Snowboard        | Slopestyle femmes          | 19 janvier |

## Résultats

### Biathlon
L'Australie a qualifié un homme.

#### Hommes
| Athlète        | Épreuve   | Finale        | Finale  | Finale |
| Athlète        | Épreuve   | Temps         | Manqués | Rang   |
| -------------- | --------- | ------------- | ------- | ------ |
| Lachlan Porter | Sprint    | 26 min 21 s 1 | 4       | 50     |
| Lachlan Porter | Poursuite | 44 min 31 s 3 | 9       | 49     |

### Hockey sur glace
L'Australie a qualifié un homme et une femme pour les concours individuels d'habilité.
| Athlète(s)        | Épreuve                     | Qualification | Qualification | Finale       | Finale       |
| Athlète(s)        | Épreuve                     | Points        | Rang          | Points       | Rang         |
| ----------------- | --------------------------- | ------------- | ------------- | ------------ | ------------ |
| Sam Hodic         | Concours masculin d'agilité | 5             | 15            | Non qualifié | Non qualifié |
| Sharnita Crompton | Concours féminin d'agilité  | 17            | 5 Q           | 17           | 3            |

### Luge
L'Australie a qualifié un homme.

#### Simple
| Athlète       | Épreuve       | Finale   | Finale   | Finale         | Finale |
| Athlète       | Épreuve       | Manche 1 | Manche 2 | Total          | Rang   |
| ------------- | ------------- | -------- | -------- | -------------- | ------ |
| Alex Ferlazzo | Simple hommes | 40 s 849 | 40 s 526 | 1 min 21 s 375 | 19     |

### Patinage artistique
L'Australie a qualifié une femme.
| Athlète(s)      | Épreuve           | PC     | PC   | PL     | PL   | Total  | Total |
| Athlète(s)      | Épreuve           | Points | Rang | Points | Rang | Points | Rang  |
| --------------- | ----------------- | ------ | ---- | ------ | ---- | ------ | ----- |
| Chantelle Kerry | Individuel femmes | 37,51  | 11   | 71,48  | 9    | 108,99 | 10    |

### Ski acrobatique
L'Australie a qualifié un homme et une femme pour les épreuves de ski cross et un athlète en half-pipe.
Half-pipe
| Athlète        | Épreuve              | Qualification | Qualification | Qualification | Finale   | Finale   | Finale |
| Athlète        | Épreuve              | Manche 1      | Manche 2      | Rang          | Manche 1 | Manche 2 | Rang   |
| -------------- | -------------------- | ------------- | ------------- | ------------- | -------- | -------- | ------ |
| Thomas Waddell | Ski half-pipe hommes | 14,50         | 47,75         | 12 Q          | 48,25    | 14,25    | 11     |

Ski cross
| Athlète         | Épreuve          | Qualification | Qualification | Quart de finale | Demi-finale | Finale   | Finale |
| Athlète         | Épreuve          | Temps         | Rang          | Position        | Position    | Position | Rang   |
| --------------- | ---------------- | ------------- | ------------- | --------------- | ----------- | -------- | ------ |
| Harry Laidlaw   | Ski cross hommes | 57 s 43       | 4             | Annulées        | Annulées    | Annulées | 4      |
| Jack Millar     | Ski cross hommes | 59 s 46       | 13            | Annulées        | Annulées    | Annulées | 13     |
| Claudia Leggett | Ski cross femmes | 1 min 00 s 30 | 5             | Annulées        | Annulées    | Annulées | 5      |

### Ski alpin
L'Australie a qualifié un homme et une femme.

#### Hommes
| Athlète       | Épreuve      | Finale          | Finale          | Finale        | Finale |
| Athlète       | Épreuve      | Manche 1        | Manche 2        | Total         | Rang   |
| ------------- | ------------ | --------------- | --------------- | ------------- | ------ |
| Harry Laidlaw | Slalom       | 43 s 26         | 41 s 30         | 1 min 24 s 56 | 17     |
| Harry Laidlaw | Slalom géant | N'a pas terminé | -               | -             | -      |
| Harry Laidlaw | Super-G      |                 |                 | Disqualifié   | -      |
| Harry Laidlaw | Combiné      | 1 min 06 s 69   | N'a pas terminé | -             | -      |

#### Femmes
| Athlète     | Épreuve      | Finale        | Finale        | Finale        | Finale |
| Athlète     | Épreuve      | Manche 1      | Manche 2      | Total         | Rang   |
| ----------- | ------------ | ------------- | ------------- | ------------- | ------ |
| Greta Small | Slalom       | 43 s 83       | 40 s 41       | 1 min 24 s 24 | 7      |
| Greta Small | Slalom géant | 59 s 56       | 1 min 00 s 34 | 1 min 59 s 90 | 13     |
| Greta Small | Super-G      |               |               | 1 min 06 s 52 | 7      |
| Greta Small | Combiné      | 1 min 06 s 13 | 38 s 07       | 1 min 44 s 20 | 13     |

### Ski de fond
L'Australie a qualifié un homme et une femme.

#### Hommes
| Athlète     | Épreuve      | Finale        | Finale |
| Athlète     | Épreuve      | Temps         | Rang   |
| ----------- | ------------ | ------------- | ------ |
| Alex Gibson | 10 km hommes | 38 min 20 s 4 | 44     |

#### Femmes
| Athlète        | Épreuve     | Finale        | Finale |
| Athlète        | Épreuve     | Temps         | Rang   |
| -------------- | ----------- | ------------- | ------ |
| Lucy Glanville | 5 km femmes | 18 min 23 s 0 | 34     |

#### Sprint
| Athlète        | Épreuve       | Qualification | Qualification | Quart de finale | Quart de finale | Demi-finale   | Demi-finale   | Finale        | Finale        |
| Athlète        | Épreuve       | Total         | Rang          | Total           | Rang            | Total         | Rang          | Total         | Rang          |
| -------------- | ------------- | ------------- | ------------- | --------------- | --------------- | ------------- | ------------- | ------------- | ------------- |
| Alex Gibson    | Sprint hommes | 1 min 56 s 49 | 40            | Non qualifié    | Non qualifié    | Non qualifié  | Non qualifié  | Non qualifié  | Non qualifié  |
| Lucy Glanville | Sprint femmes | 2 min 12 s 46 | 31            | Non qualifiée   | Non qualifiée   | Non qualifiée | Non qualifiée | Non qualifiée | Non qualifiée |

### Snowboard
L'Australie a qualifié une femme.
| Athlète         | Épreuve           | Qualification | Qualification | Qualification | Demi-finale | Demi-finale | Demi-finale | Finale   | Finale   | Finale |
| Athlète         | Épreuve           | Manche 1      | Manche 2      | Rang          | Manche 1    | Manche 2    | Rang        | Manche 1 | Manche 2 | Rang   |
| --------------- | ----------------- | ------------- | ------------- | ------------- | ----------- | ----------- | ----------- | -------- | -------- | ------ |
| Alexandra Fitch | Half-pipe femmes  | 61,25         | 67,00         | 4 q           | 82,00       | 87,50       | 1 Q         | 75,25    | 60,75    | 4      |
| Alexandra Fitch | Slopestyle femmes | 59,25         | 77,75         | 3 Q           |             |             |             | 69,75    | 42,50    | 3      |